# Tzaraat
La tzaraat (en hébreu : צרעת, romanisation : ṣāraʿaṯ, généralement mais abusivement traduit en « lèpre » en français) est un mal pouvant affecter la chair, les vêtements et les murs d'une personne, la désignant comme impure aux yeux de la communauté d'Israël et survenant à la suite d'une transgression. La personne touchée par la tzaraat est appelée metzora.
Ce mal, décrit dans la Bible hébraïque et le Nouveau Testament, semble avoir disparu depuis au point qu'une sentence talmudique affirme qu'il n'a jamais existé.

## La tzaraat dans les sources juives
(novembre 2010).
La tzaraat fait l'objet de les parashiyot Tazria et Metzora (Lévitique 12-1-15:33), Haftarah: 2Kings 4:42-5:19, K'tuvim Notzrim: Luc 2:21-38), désignant une maladie transmissible, dont il est possible de se purifier, notamment en pratiquant un Korban.

## Dans les religions juive et chrétienne
Tant dans le Lévitique que dans le Nouveau Testament, on ne guérit pas de la tzaarat, mais on redevient « pur » ou « lavé » (en hébreu : tahor).

## Dans la religion juive
Il est possible de se purifier de la tzaarat en pratiquant un Korban. Dans ce cas, la cérémonie telle que reprise dans le Lévitique 14 s'applique (et non le Korban Olah tel qu'il est indiqué dans le Lévitique 7).
On ne peut pas se présenter dans le temple si on est atteint de tzaarat. Voir la partie de l'article relatif à la religion chrétienne.

## Dans la religion chrétienne
Dans Matthieu 8:2-3, il est fait allusion au tzaarat. Les termes grecs : λεπρὸς / leprós et λέπρα / lépra sont traduits directement en « lépreux » et « lèpre », cependant les mentions de purification (καθαρίζω / katharízō) rappellent la notion de tzaarat :
- (8:2) Et voici, un lépreux (λεπρὸς / leprós) s'étant approché se prosterna devant lui, et dit : Seigneur, si tu le veux, tu peux me rendre pur (καθαρίσαι / katharísai).
- (8.3) Jésus étendit la main, le toucha, et dit : Je le veux, sois pur. Aussitôt il fut purifié (ἐκαθαρίσθη / ekatharísthē) de sa lèpre (λέπρα / lépra).

Après la purification de la personne atteinte de tzaraat, elle a pu regagner le Temple, et faire le sacrifice indiqué dans le Lévitique 14 pour la purification de tzaarat.
Toujours dans Matthieu 10:8, Jésus fait une distinction entre « guérir les malades » et « purifier les personnes atteinte de tzaraat » :
- (10.8) Guérissez les malades, ressuscitez les morts, purifiez les lépreux (personnes atteintes de tza'arat), chassez les démons. Vous avez reçu gratuitement, donnez gratuitement.